# Cámara Hispana de Comercio de Nashville
La Cámara Hispana de Comercio de Nashville (Nashville Area Hispanic Chamber of Commerce) es una cámara de comercio, en Nashville, Tennessee, Estados Unidos.
En 2008, se opuso a una medida local de Inglés solamente.